# 1821 w sztukach plastycznych
Wydarzenia w sztukach plastycznych i wizualnych w 1821 roku.

## Urodzeni
- 26 lutego - Félix Ziem (zm. 1911), francuski malarz
- 16 kwietnia - Ford Madox Brown (zm. 1893), angielski malarz
- 15 sierpnia - Alfred Bruyas (zm. 1877), francuski kolekcjoner i mecenas sztuki
- 28 sierpnia - Thomas Seddon (zm. 1856), angielski malarz
- 2 września - Zofia Katarzyna Odescalchi (zm. 1886), polska działaczka polityczna, rysowniczka i mecenaska sztuki
- Robert Adamson (zm. 1848), szkocki pionier fotografii
- Robert Duncanson (zm. 1872), amerykański malarz

## Zmarli
- 22 kwietnia - John Crome (ur. 1768), angielski malarz i grafik
- 4 lipca - Richard Cosway (ur. 1742), angielski malarz miniaturzysta
- 21 sierpnia - Adam von Bartsch (ur. 1757), austriacki grafik, rytownik i historyk sztuki